# کفر بیت
کفر بیت (به عربی: کفر بیت) یک منطقهٔ مسکونی در لبنان است که در شهرستان صیدا واقع شده‌است.